# کرکبامپتون
کرکبامپتون (به انگلیسی: Kirkbampton) یک روستا و محله مدنی در بریتانیا است که در الیردال واقع شده‌است. کرکبامپتون ۴۸۲ نفر جمعیت دارد.